# 新潟県道500号黒又山大栃山線

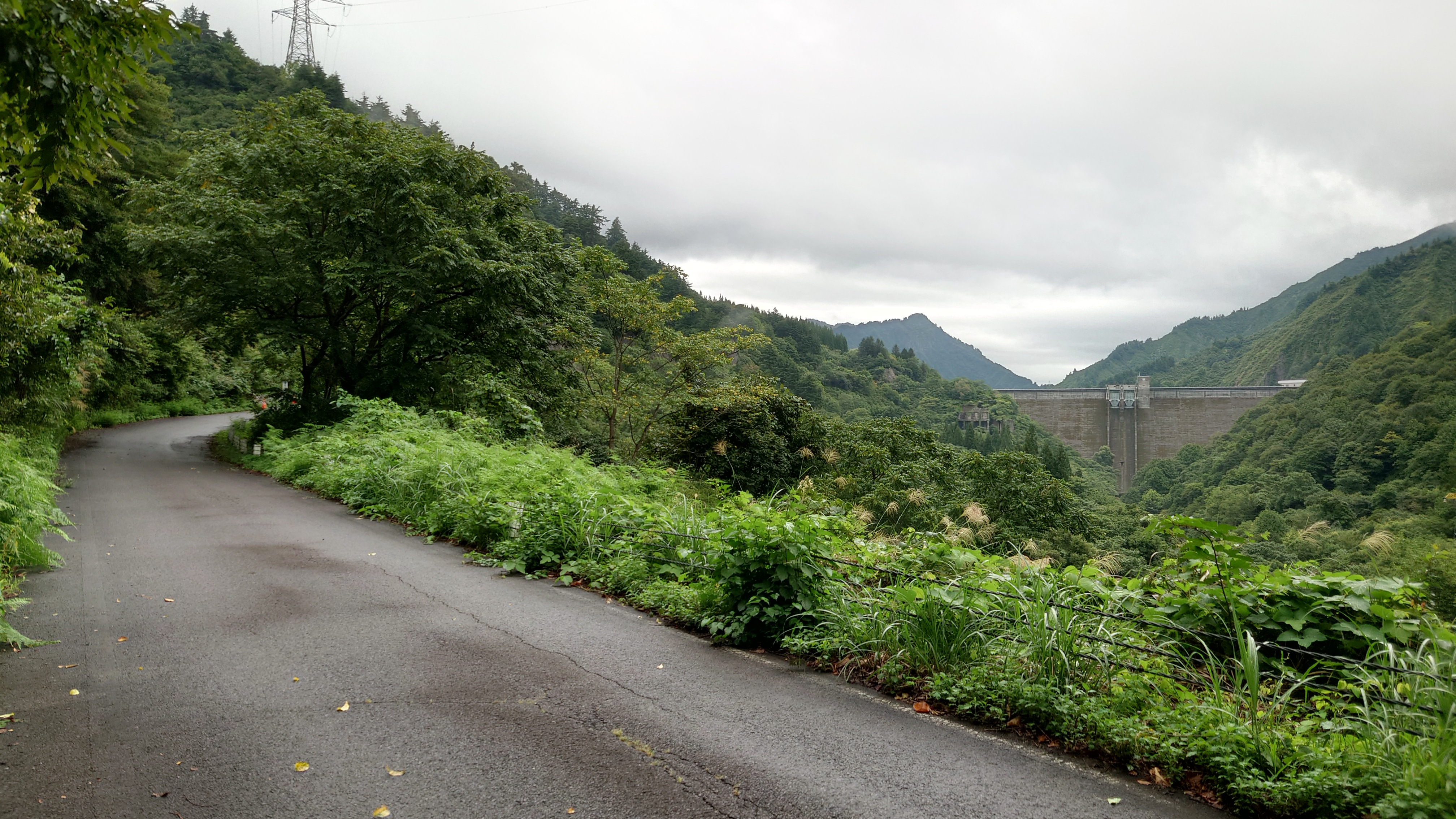
新潟県道500号黒又山大栃山線と黒又川第一ダム

新潟県道500号黒又山大栃山線（にいがたけんどう500ごう くろまたやまおおとちやません）は、新潟県魚沼市の一般県道である。

## 概要
国道352号枝折峠途中の駄尾付近を起点とし黒又川支流の泣沢を通る。途中新潟県道50号小出奥只見線（奥只見シルバーライン）をオーバーパスし、黒又川左岸を通り内柴倉沢にて新潟県道538号大栃山細野線と接続し、黒又川第二ダムへ至る。ここまでの区間は車道も主だった踏み跡も無く、点線県道である。

ここから黒又川第一ダムまでは黒又川左岸を通る。途中、1号トンネル(延長33.8m)、高鼻沢橋、土崩沢橋と通過し黒又川第一ダムへ至る。黒又川第二ダムから黒又川第一ダムまでの間は2004年（平成16年）の平成16年7月新潟・福島豪雨及び新潟県中越地震によって道路崩落・がけ崩れなどが多発し、長期通行止め区間となっている。

黒又川第一ダム天端を通り、黒又川右岸へ渡り、一の切橋にて再度左岸へ渡る。赤塗りトラス橋の横沢橋を渡り、黒又ダム付近まで山林を通る。黒又ダムより終点側は田園風景が続き、国道252号に接続して終点となる。

国道252号は入広瀬駅、魚沼市役所 入広瀬庁舎（旧・入広瀬村役場）付近へ旧道が走り、旧道区間は新潟県道356号半蔵金入広瀬停車場線に指定されているが、終点より魚沼市道大栃山44号線として県道指定を外れた区間が接続している。

## 供用状況について
全線において整備が進んでいるとは言い難く、実質的に供用されているのは終点より黒又川第一ダムまでの区間のみである。黒又川第一ダムより終点区間においては1.5車線程度の道が続き、また全線舗装済であるが、黒又川第一ダムから黒又川第二ダムまでの間は災害により長期通行止め区間となっている。

黒又川第二ダムから起点までの区間は人跡未踏の原生林とアバランチシュートの入り混ざる黒又川源流部の峡谷が続く。この区間は魚沼市道大栃山2号線に指定されているが、起点付近と奥只見シルバーライン付近に林道や登山道が存在する程度で交通に供されていない。

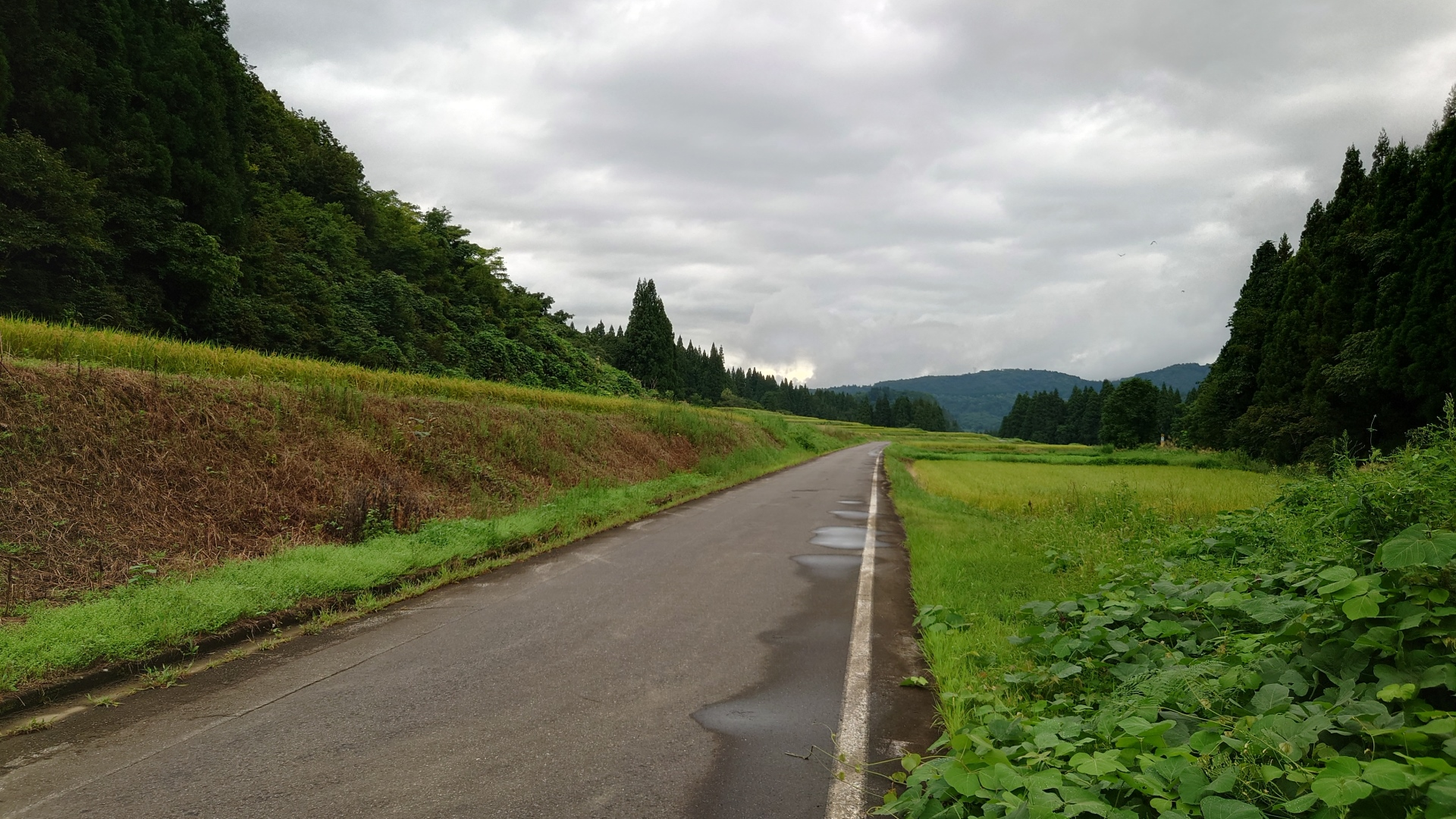
魚沼市大栃山地内
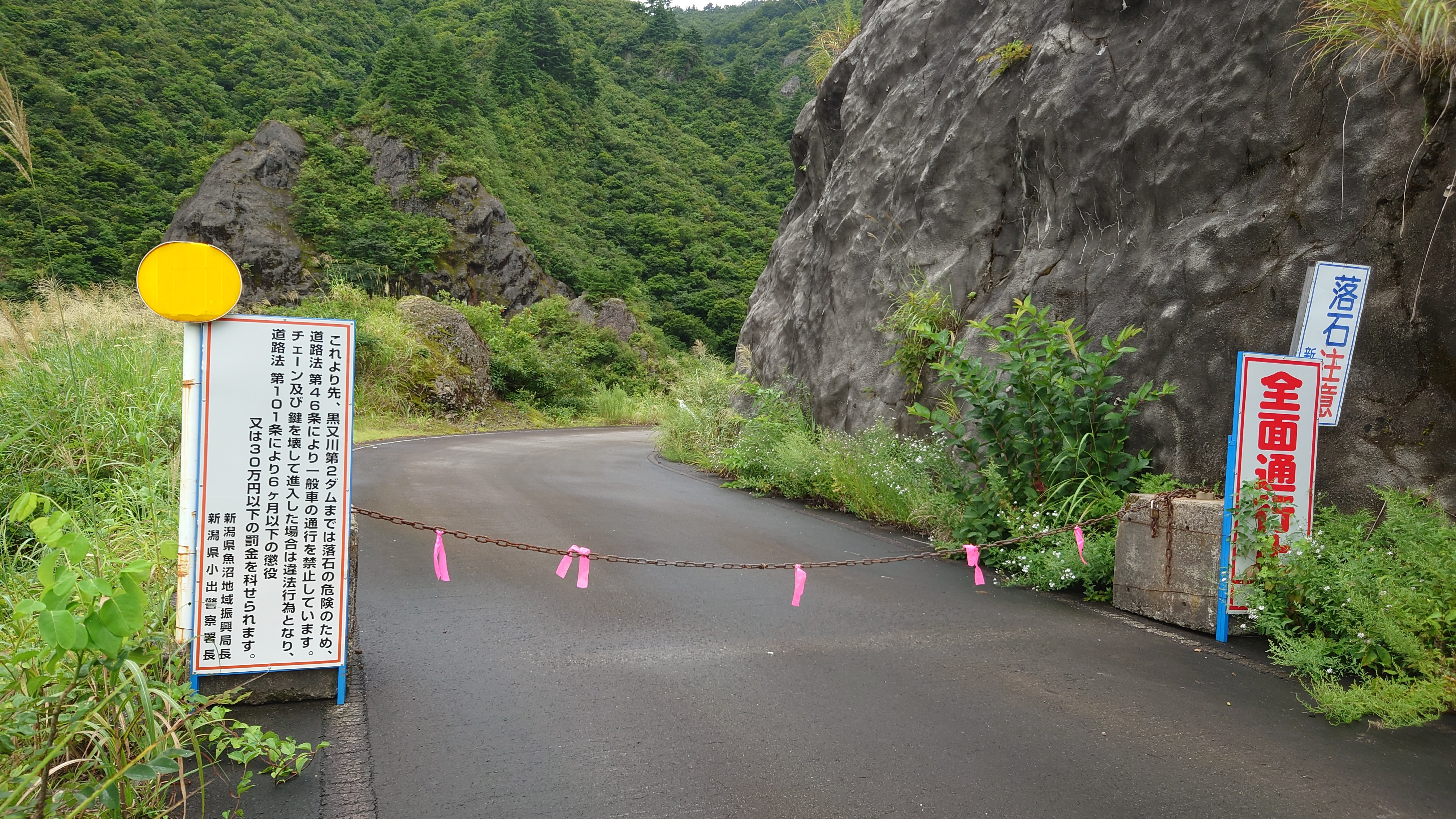
新潟県道500号黒又川第一ダム先封鎖地点現状

## 地理
通過する自治体
- 新潟県魚沼市

接続･交差する道路
- 国道352号 - 起点にて接続。
- 新潟県道50号小出奥只見線（奥只見シルバーライン）
- 新潟県道538号大栃山細野線(魚沼市道大栃山65号線･同市道松川17号線)
- 国道252号 - 終点にて接続。

### 路線データ
- 起点：新潟県魚沼市大栃山字黒又山国有林44林班に小班(国道352号交差点･旧駄尾バス停)

この間未開通区間あり（魚沼市大栃山字黒又山国有林44林班に小班（起点） - 魚沼市大栃山黒又川第二ダム）

この間長期通行止め区間あり（場所：魚沼市黒又地内、黒又川第二ダム -黒又川第一ダム、距離：8.5km、期間：平成23年7月25日午前9時～当面の間、迂回路：なし）

この間冬季閉鎖区間あり（場所：魚沼市黒又地内、黒又川第一ダム～黒又ダム、距離：4.0km、期間：11月下旬～5月中旬、迂回路：なし）

この間雨量による事前通行規制区間あり（場所：魚沼市黒又地内、黒又川第二ダム～黒又ダム、距離：15.4km、連続雨量：80.0mm、迂回路：なし）
- 終点：魚沼市大栃山字薬師平483-10(国道252号交差点･入広瀬中央バス停付近)

### 周辺
- 黒又ダム
- 黒又川第一ダム
- 黒又川第二ダム
- 越後三山只見国定公園 - 起点より黒又川第一ダムまでの区間が公園区域内を通る。